# 카카오엠
카카오엠(영어: Kakao M Corp)은 대한민국의 콘텐츠 기업이다. 연예 매니지먼트 사업, 음악 콘텐츠 제작 및 배급, 음반 기획, 제작 및 유통, 영상 콘텐츠 투자, 제작 및 배급이 주요 사업이며, 본사는 서울특별시 강남구 테헤란로 103길 17 (삼성동, 정석빌딩)에 있다. 옛 이름은 서울음반(-音盤)과 로엔엔터테인먼트였으며
온라인 음원 서비스 "Melon (멜론)"으로도 잘 알려져 있다.
이 회사는 음반 시장에서 30년 넘게 사업을 해왔다. 음반 업계의 불황 속에서 많은 위기를 보냈지만 그 때마다 대기업들과의 제휴, 발빠른 투자 등으로 살아남은 기업이다.
현재에는 음반의 기획, 제작 및 판매와 영상 콘텐츠 제작 및 배급을 주요 사업으로 하고 있으며 영상 콘텐츠 제작사로는 메가몬스터와 영화사 월광 등이 있다. 연예 매니지먼트 사업도 하고 있다.
1978년 10월 1일 시사영어사의 자회사로 설립된 이후, 1982년 7월 7일에 주식회사 서울음반으로 법인 전환하였다. 2005년에 M&A를 통해 SK그룹 계열사가 되었으나, SK 측의 지분이 스타 인베스트 홀딩스 리미티트(SIH)에 매각되면서 2013년 SK그룹에서 제외되었다. 2016년 카카오의 계열사로 편입되었다가, 2018년 9월 1일자로 카카오로 합병되었다. 2021년 3월 2일, 카카오페이지와 합병을 통해 카카오엔터테인먼트로 흡수 합병되었다.

## 역사
- 회사는 1978년 민영빈에 의해 언어의 학습 테이프를 만드는 것을 주요 사업으로 하여 YBM시사(당시 시사영어사)의 자회사로 설립되었다.[8]
- 1982년 7월 7일, 공식 등록했다.
- 1984년에 음반을 배포, 생산하기 시작했다.
- 1999년에는 벤처 캐피탈 회사로 등록, 인터넷 쇼핑 사이트를 운영하면서 음반을 판매하기 시작했다.
- 2000년에 회사명을 YBM 서울음반으로 변경하고 코스닥에 상장하였다.
- 2005년 5월에 SK텔레콤과 주식매매, 신주인수 및 주주간 계약을 체결하였고 SK텔레콤측이 회사의 60%를 매입하여 대주주가 되었다. 결과적으로 YBM 서울음반은 SK그룹의 계열사가 되었다.[9]
- 2008년 서울음반에서 로엔 엔터테인먼트로 개명하였다.
- 2012년에는 연예 매니지먼트 사업에도 진출했다.
- 2014년에는 K-POP 브랜드 원더케이 (1theK)를 런칭했다.
- 2016년 1월 (주)카카오가 기존 대주주인 스타인베스트먼트와 SK플래닛이 지닌 지분 76.4%를 1조 8743억원에 인수함으로써 카카오의 자회사로 편입되었다.
- 2018년 3월 로엔 엔터테인먼트에서 현재 이름인 카카오M으로 사명을 변경했다.
- 2018년 9월 (주)카카오에 흡수합병되었다. 이후, 카카오측이 새로 설립한 이엔컴퍼니의 사명을 카카오M으로 변경하였다.
- 2021년 3월 카카오페이지와 함께 카카오엔터테인먼트로 흡수 합병되었다.

## 사업
카카오엔터테인먼트의 엠 컴퍼니 부분은 수입 라이센싱, 수출 라이센싱, 퍼블리싱, CD, MC 생산, 프로덕션 투자, 다른 음반사의 음반 유통, 아티스트 매니지먼트 등 음악 사업 관련된 포괄적인 영역에 진출해 있다.
- 2013년 말에는 걸그룹 씨스타의 소속사 스타쉽엔터테인먼트의 지분 70%를 인수하였다.[10]
- 2015년 5월 말 로엔의 자회사 스타쉽엔터테인먼트는 배우 김범·이동욱·이광수·유연석·조윤희 등이 소속된 배우 전문 매니지먼트사이며 스타 관련 콘텐츠를 제작하는 종합 엔터테인먼트기업인 킹콩엔터테인먼트의 지분 100%를 인수 하여 양사는 콘텐츠 생산과 마케팅 분야에서 시너지 효과를 낼 계획이다. 그리고 이번 인수 후에도 경영진의 변화 없이 독립적 체제로 운영될 예정이다.[11]
- 2015년 11월 25일 로엔엔터테인먼트는 현금 126억원을 투자하여 에이큐브엔터테인먼트의 지분 70%를 취득하기로 결정했다고 밝혔다. 그리고 인수 이후 에이큐브는 경영진 교체 없이 독자적으로 운영될 방침이라고 밝혔다.[12]
- 2016년 1월 11일 스타 인베스트먼트와 SK플래닛이 보유한 로엔 지분 76.4%를 1조 8743억원에 카카오에 매각함으로써 카카오의 자회사에 편입되었다.[13]
- 2016년 5월 2일 로엔엔터테인먼트의 매니지먼트 사업부문인 로엔트리와 콜라보따리가 각각 페이브엔터테인먼트와 크래커엔터테인먼트로 사명을 변경하며 계열 분리되었다.[14]
- 2017년 1월 로엔의 자회사 스타쉽엔터테인먼트는 킹콩 엔터테인먼트와 합병하였다. 상호는 양사 합의 하에 스타쉽엔터테인먼트로 정했으며, 연기자 매니지먼트 사업 부문은 '킹콩 by 스타쉽' 레이블 브랜드로 활동한다.[15]
- 2019년 4월 카카오엠의 자회사 플랜에이엔터테인먼트와 페이브엔터테인먼트를 합병하였다. 합병해서 새로 만든 법인은 플레이엠엔터테인먼트이다.
- 2021년 3월 카카오페이지와 합병해 종합엔터테인먼트 기업인 카카오엔터테인먼트로 거듭났다.

## 영상 콘텐츠 유통

### 원더케이
카카오엠이 2011년 1월 30일에 론칭했으며 채널 명을 바꾼 것은 2014년이다.

### 카카오TV
카카오엠이 2020년 9월 1일에 론칭했으며 카카오TV에서는 OTT 부문을 운영한다. 자체 제작한 오리지널 콘텐츠를 유통한다.

## 자회사
| - 이담 엔터테인먼트 - 크래커 엔터테인먼트 - 스타쉽 엔터테인먼트 - 플레이엠 엔터테인먼트 - 어썸이엔티 - 매니지먼트 숲 - 킹콩 by 스타쉽 - BH 엔터테인먼트 - 제이와이드컴퍼니 - VAST 엔터테인먼트 - E&T STORY 엔터테인먼트 | - 레디 엔터테인먼트 - 그레이고 - 메종드바하 - 쇼노트 - 메가몬스터 - 로고스필름 - 글앤그림미디어 - 바람픽쳐스 - 영화사 월광 - 사나이픽처스 |

## 소속 제작진
| 《카카오엠 (Kakao M)》 - 오윤환 - 문상돈 - 김민종 - 박진경 - 권해봄 - 권성민 - 이재석 - 손수정 - 조주연 - 이상훈 《메가몬스터 (MEGA MONSTER)》 - 오상원 - 조수원 《바람픽쳐스 (BARAM PICTURES)》 - 김원석 | 《메가몬스터 (MEGA MONSTER)》 - 김이영 - 남상욱 - 마주희 - 민지은 - 안서정 - 윤성희 - 이경미 - 정지우 - 조은정 《로고스필름 (LOGOS FILM)》 - 박재범 (에이스토리와 공동소속) - 윤현호 《바람픽쳐스 (BARAM PICTURES)》 - 박혜련 (씨에이엠피와 공동소속) - 이신화 - 김루리 - 장민석 《글앤그림미디어 (STORY & PICTURES MEDIA)》 - 정현정 - 강은경 (씨에이엠피와 공동소속) - 마진원 |

## 작품

### 단편 드라마
| 연도 | 방송사     | 제목          | 관련 제작                     | 비고 |
| ---- | ---------- | ------------- | ----------------------------- | ---- |
| 2014 | 드라마큐브 | 《어떤 안녕》 | 에이모션, 레오프로덕션 (공동) |      |

### 오리지널 공연
| 연도 | 방송 채널 | 제목              | 관련 내용 | 비고 |
| ---- | --------- | ----------------- | --------- | ---- |
| 2021 | 카카오TV  | 《Suzy: A Tempo》 | 콘서트    |      |

### 오리지널 예능
| 연도 | 방송 채널 | 제목                     | 관련 내용            | 비고 |
| ---- | --------- | ------------------------ | -------------------- | ---- |
| 2020 | 카카오TV  | 《찐경규》               | 하프 리얼리티 예능   |      |
| 2020 | 카카오TV  | 《내 꿈은 라이언》       | 서바이벌 예능        |      |
| 2020 | 카카오TV  | 《페이스아이디》         | 라이프 리얼리티 예능 |      |
| 2020 | 카카오TV  | 《카카오TV 모닝》        | 모닝 예능쇼          |      |
| 2020 | 카카오TV  | 《아름다운 남자 시벨롬》 | 청춘 시트콤          |      |
| 2020 | 카카오TV  | 《컴백쇼 뮤톡 라이브》   | 라이브 뮤직쇼        |      |
| 2020 | 카카오TV  | 《덕후투어》             |                      |      |
| 2020 | 카카오TV  | 《런웨이》               | 자기계발 리얼리티    |      |
| 2020 | 카카오TV  | 《ATEEZ FEVER ROAD》     | 리얼리티             |      |
| 2020 | 카카오TV  | 《싱어게인 전체공개》    | 리얼리티             |      |

### 오리지널 영화
| 연도 | 방송 채널 | 제목     | 관련 내용         | 비고 |
| ---- | --------- | -------- | ----------------- | ---- |
| 2021 | 카카오TV  | 《야행》 | 사나이픽처스 제작 |      |

### 오리지널 드라마
| 연도 | 방송 채널 | 제목                            | 관련 내용               | 비고 |
| ---- | --------- | ------------------------------- | ----------------------- | ---- |
| 2020 | 카카오TV  | 《아만자》                      | 레진스튜디오 제작       |      |
| 2020 | 카카오TV  | 《연애혁명》                    | 메리크리스마스 제작     |      |
| 2020 | 카카오TV  | 《며느라기》                    | 미디어그룹테이크투 제작 |      |
| 2020 | 카카오TV  | 《도시남녀의 사랑법》           | 글앤그림미디어 제작     |      |
| 2020 | 카카오TV  | 《아름다웠던 우리에게》         | 와이낫미디어 제작       |      |
| 2021 | 카카오TV  | 《아직 낫서른》                 | 메리크리스마스 (공동)   |      |
| 2021 | 카카오TV  | 《오 마이 C반》                 | 안나푸르나필름 제작     |      |
| 2021 | 카카오TV  | 《이 구역의 미친X》             | 에스피스 제작           |      |
| 2021 | 카카오TV  | 《당신의 운명을 쓰고 있습니다》 | 화앤담픽쳐스 제작       |      |
| 2021 | 카카오TV  | 《남자친구를 조심해》           |                         |      |
| 2021 | 카카오TV  | 《아쿠아맨》                    |                         |      |
| 2021 | 카카오TV  | 《재밌니, 짝사랑》              |                         |      |
| 2021 | 카카오TV  | 《그림자 미녀》                 |                         |      |

## 과거 소속 연예인

### 카카오엠 (Kakao M)
- 아이유
- 송경일
- 나도균
- 김시형
- 나노
- 장이정

### 플레이엠 엔터테인먼트(PLAY M)

#### 페이브 엔터테인먼트 (FAVE)
- Ra.D
- 써니힐
- 윤현상
- JBJ
- 피에스타
- 아이유
- 나노
- 지아

#### 플랜에이 엔터테인먼트(PLAN A)
- 마리오
- 홍유경
- 빅톤

### 크래커 엔터테인먼트(Cre.ker)
- 멜로디데이 (여은, 유민, 예인, 차희)
- 활

### 스타쉽 엔터테인먼트(STARSHIP)

#### 스타쉽 엔터테인먼트 (STARSHIP)
- 문지은
- 이현지
- 윤보라
- 효린
- 보이프렌드
- 원호

#### 스타쉽 X (STARSHIP X)
- 정기고
- 매드 클라운
- 유승우

#### 킹콩 by 스타쉽 (KINGKONG by STARSHIP)
- 윤진이
- 임주은
- 지일주
- 김지원
- 박민우
- 김민지
- 김희재
- 장정연
- 정주연

#### 하이라인 엔터테인먼트 (HIGHLINE)
- 문문
- 키겐
- DJ Vanto
- fka
- leon

### 이앤티스토리 엔터테인먼트(E&T STORY)
- 정수현

### 비에이치 엔터테인먼트(BH)
- 동하
- 이원근
- 배수빈
- 허정도
- 임화영
- 심은경
- 하연수
- 현쥬니
- 장영남
- 한채영
- 송하윤
- 공승연
- 박정우
- 변우석

### 매니지먼트 숲(Soopent)
- 류승범
- 김민희
- 수애
- 정일우

### 제이와이드컴퍼니(J,WIDE-COMPANY)
- 한승연
- 박민하
- 최윤소
- 박형수
- 김영한
- 임재준
- 엄지원
- 김진우
- 손여은
- 김희정
- 진현빈
- 배해선
- 백진희

### 어썸이엔티(awesome.ent)
- 류한비
- 홍수현

### VAST엔터테인먼트(VAST)
- 김소연

## 소속 연습생

### 플레이엠 엔터테인먼트(Play M)

#### 前 소속 남자 연습생
- 플레이엠보이즈(가칭)
  - 이승환 (2000.05.20) - 원더나인으로 활동 후 무소속
  - 송병희 (2001.05.04) - 언더나인틴 참가자 블루닷 엔터테인먼트 소속
  - 임지민 (2001.05.22) - 더 팬 참가 후 탑5 프로젝트로 솔로 활동 중 블루닷 엔터테인먼트 소속
  - 전도염 (2002.02.21) - 원더나인으로 활동 후 현재 블루닷 엔터테인먼트 소속
  - 정진성 (2002.03.30) - 원더나인으로 활동 후 현재 무소속

#### 前 소속 여자 연습생
- 신수현 - 믹스나인, PRODUCE 48 참가자. PRODUCE 48 마감 후 써브라임아티스트에이전시 이적과 함께 연기자로 전향.
- 이수민 - PRODUCE 101 참가자, K팝스타 6 TOP 4 걸그룹 민아리 멤버, 믹스나인 참가자
- 박소연 - K팝스타 2, PRODUCE 101, 믹스나인 참가자
- 김보원 - 믹스나인 참가자
- 손예림 - 11살 때 슈퍼스타K3에 출연해서 화제가 되었던 참가자로, 믹스나인에도 참가했지만 기획사 오디션 단계에서 탈락. 엔터테인먼트 뉴오더로 이적해 2020년 1월 5일 솔로 데뷔.
- 이유진 - 파워레인저 다이노포스 브레이브에서 윤도희 역으로 출연
- 백민서 (2003.03.14) - 어릴 때부터 광고 모델, 아역 등 연기 활동 경험이 많음 믹스나인 참가자
- 페이브 보컬팀
  - 이수진 (1999)
  - 정유미 (2000)
  - 이세림 (2001)
- 박해린 (2000.01.05) - 前 JYP 연습생 출신 믹스나인 참가자. 플레이엠걸즈 멤버로 공개되었으나 탈퇴.
- 정채연 (2000.03.13) - 플레이엠걸즈 멤버로 공개되었으나 탈퇴함
- 이수민 (2002.05.21) - 플레이엠걸즈 멤버로 공개되었으나 탈퇴함
- 윤세은 (2003.06.14) - 플레이엠걸즈 멤버로 공개되었으나 탈퇴함 STAYC(스테이씨) 데뷔예정
- 김가은 (2003.09.18) - 플레이엠걸즈 멤버로 공개되었으나 탈퇴함
- 박예원 - 플레이엠걸즈 멤버로 공개되었으나 탈퇴함
- 조예영 - 플레이엠걸즈 멤버로 공개되었으나 탈퇴함
- 전신비 - 플레이엠걸즈 멤버로 공개되었으나 탈퇴함
- 김다온 - 플레이엠걸즈 멤버로 공개되었으나 탈퇴함

### 크래커 엔터테인먼트(Cre.ker)

#### 남자
- 권희준 (2001.05.01) - 프로듀스 X 101 참가자

### 스타쉽 엔터테인먼트(STARSHIP)

#### 남자
- 최석원 (1996.08.26) - NO.MERCY 참가자

#### 여자
- 스쉽즈 (STARSHIPZ) (가칭)
  - 박선 (2004.05.25) - 아이돌학교 참가자

#### 前 소속 연습생
- 문현빈 (2000.02.26) - 프로듀스 X 101 참가자 현 레인 컴퍼니 소속 싸이퍼 리더
- 조가현 (2003) - 프로듀스 48 참가자
- 박현진 (2005.05.24) - K팝스타 6 더 라스트 찬스 참가자
- 에이칠로 (2005.12.23)
- 박광지 (1993.06.20) - NO.MERCY 참가자
- 김유수 (1994.12.28) - NO.MERCY 참가자

## 같이 보기
- 카카오
- 어피니티 에쿼티 파트너스